# Constitution de l'Alabama

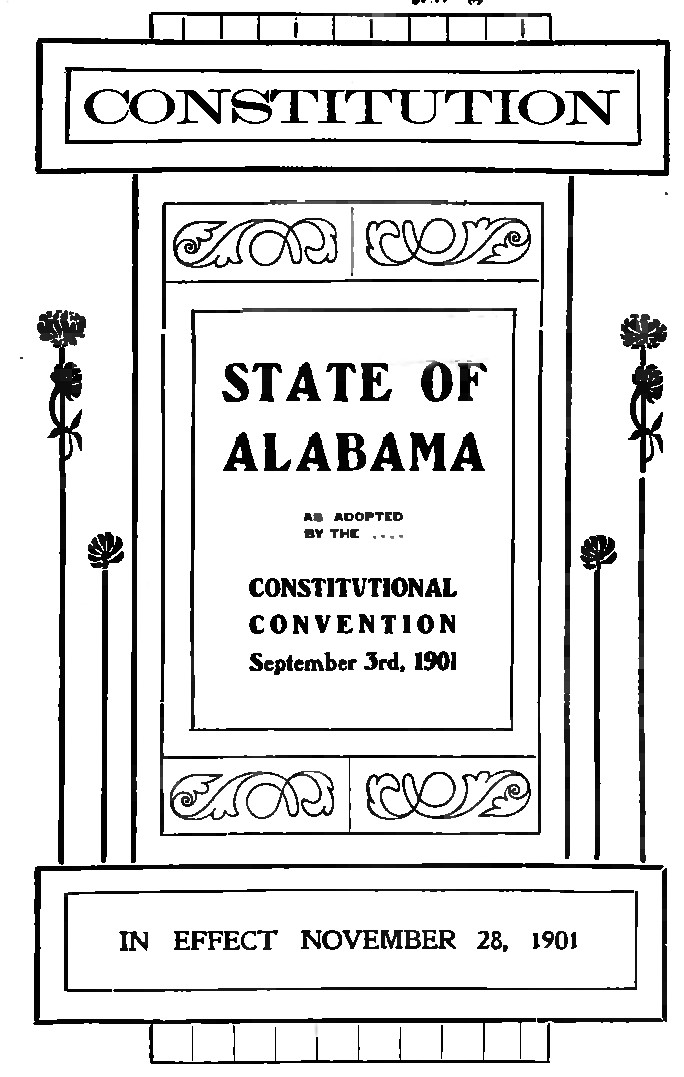
Couverture de la constitution de l'État de l'Alabama de 1901

La Constitution de l'État d'Alabama est le document de base régissant l'État américain de l'Alabama. Elle a été ratifiée en 2022 et est la septième constitution de l'Alabama.

## Histoire
L'Alabama a eu six constitutions à ce jour, toutes établies par des conventions d'État (conversion du territoire de l'Alabama en un État), 1861 (sécession), 1865 (reconstruction), 1868 (reconstruction), 1875 (fin de la reconstruction), 1901 et enfin le document actuel.

### La Constitution de 1901
Le 21 novembre 1901 fut promulguée la sixième constitution de l'État
Le document est 12 fois plus long que la constitution moyenne d'un État, 51 fois plus long que la Constitution des États-Unis, et c'est la constitution la plus longue et la plus modifiée encore en vigueur dans le monde. À titre de comparaison, la version anglaise de la constitution de l'Inde, la constitution nationale la plus longue dans le monde, ne compte que 145 000 mots, là où la constitution de l'Alabama en a 420 000. L'ensemble des mots de la constitution de l'Inde ne représentent que 40 % des mots de la constitution de l'Alabama. Lors de la révision de 2022, la longueur est réduite mais reste largement à 375 000 mots
Près de 90 % de la longueur du document, à partir de 2020, est constituée de ses 977 amendements. Environ 75 % des amendements concernent des comtés ou des villes individuels, et certains sont si détaillés qu'ils traitent des salaires de fonctionnaires spécifiques (par exemple, l'amendement 480 qui décrète que le juge du comté de Greene doit être rémunéré selon les lois locales). Par conséquent, l'Alabama compte un nombre très élevé de fonctionnaires constitutionnels. La constitution fait qu'il est très difficile pour les résidents de la plupart des comtés de résoudre leurs propres problèmes, car l'autonomie limitée les oblige à demander à la législature de l'État d'apporter des modifications à la constitution ou d'adopter une législation spéciale afin de mener à bien les activités souhaitées.
La Convention constitutionnelle a été convoquée dans l'intention des démocrates du Sud de l'État "dans les limites imposées par la Constitution fédérale, d'établir la suprématie blanche dans cet État". Ses dispositions ont essentiellement privé de leurs droits la plupart des Afro-Américains et des milliers d'Européens blancs pauvres, qui ont été exclus jusqu'en 1965. La constitution donne également à la législature de l'Alabama le pouvoir d'administrer directement la plupart des comtés, seuls quelques comtés bénéficiant d'une autonomie même limitée, ce qui renforce encore la privation du droit de vote en limitant l'autonomie locale.
Le préambule dit :

En anglais :
We, the people of the State of Alabama, in order to establish justice, insure domestic tranquility and secure the blessings of liberty to ourselves and our posterity, invoking the favor and guidance of Almighty God, do ordain and establish the following Constitution and form of government for the State of Alabama.
En français :
   Nous, peuple de l'État de l'Alabama, afin d'établir la justice, d'assurer la tranquillité intérieure et de garantir les bienfaits de la liberté à nous-mêmes et à notre postérité, invoquant la faveur et la direction de Dieu tout-puissant, ordonnons et établissons la Constitution et la forme de gouvernement suivantes pour l'État de l'Alabama.

## Vue d'ensemble
La Constitution de l'Alabama, à l'instar de toutes les autres constitutions des États, définit un gouvernement tripartite organisé selon un système présidentiel. Le pouvoir exécutif est confié au gouverneur de l'Alabama, le pouvoir législatif à la législature de l'État de l'Alabama (bicamérale, composée de la Chambre des représentants et du Sénat de l'Alabama), et le pouvoir judiciaire à la magistrature de l'Alabama. Des élections directes, partisanes, secrètes et libres sont prévues pour remplir toutes les branches.

## Principales caractéristiques
La longueur et la nature chaotique de la constitution actuelle sont le résultat d'une tentative de centralisation du pouvoir au sein du gouvernement de l'État datant de la fin du XIXe siècle, lorsque les démocrates blancs dominaient le gouvernement de l'État.
En outre, en raison des défis lancés par les populistes lors des élections de 1892 et 1894, le parti démocrate avait l'intention de réduire le suffrage afin d'assurer sa propre domination. Cela a séduit les yeomen farmers du nord de l'Alabama, qui avaient soutenu les populistes, en raison de la suprématie blanche.
Les démocrates ont soulevé "la question des Noirs" et ont promis qu'"aucun homme blanc ne perdrait le droit de vote". Mais la nouvelle constitution de l'Alabama "supprimerait également [des listes électorales] les Blancs les moins éduqués, les moins organisés et les plus pauvres - et cela garantirait le règne d'un parti unique démocrate pendant la majeure partie du 20e siècle dans le Sud".
La constitution de 1901 visait à limiter le pouvoir exécutif et à rendre difficile l'augmentation des impôts, mais dans la pratique, elle a permis à la législature de l'État d'avoir une autorité étendue sur les comtés, les villes et les villages. Les comtés doivent s'adresser au corps législatif, et ipso facto aux représentants des parties non concernées de l'État, pour faire adopter les lois politiques et financières les plus fondamentales, qui ne parviennent souvent pas à obtenir le soutien de l'ensemble du corps législatif.
En conséquence, le corps législatif de l'État consacre beaucoup de temps aux questions locales, et les délégations législatives des comtés traitent de nombreuses questions qui sont normalement traitées au niveau du comté dans la plupart des autres pays.
Le pouvoir de la législature était particulièrement fort pendant la première moitié du XXe siècle, et il était fortement biaisé en faveur des intérêts ruraux. À l'origine, les 67 comtés de l'État faisaient office de districts législatifs : chaque comté élisait un sénateur et au moins un représentant, malgré les différences de population. Le sénateur du comté était dans une position particulièrement puissante, puisque la délégation législative du comté décidait de presque toutes les questions locales.
Bien que la chambre basse doive être répartie en fonction de la population de chaque comté, le corps législatif n'a pas procédé à une nouvelle répartition de ses circonscriptions pendant plus de 60 ans, bien que la constitution de l'État prévoie une nouvelle répartition tous les dix ans après le recensement national. Les grandes différences de population entre les comtés urbains et ruraux au cours de ces décennies ont fait que les zones rurales ont été largement surreprésentées au sein de l'assemblée législative, ce qui leur a donné une influence démesurée sur les affaires de l'État. Les zones urbaines en développement ont été mal desservies pendant des décennies et mal représentées.
À la suite de plusieurs décisions de tribunaux fédéraux rendues dans les années 1960-1967 qui ont imposé le principe "un homme, une voix", les membres des deux chambres du corps législatif sont désormais élus dans des circonscriptions de population à peu près égale, et le corps législatif est tenu de procéder à une nouvelle répartition tous les dix ans.
Malgré ces changements, la législature a toujours un grand pouvoir sur le gouvernement local et consacre beaucoup de temps aux questions locales. Avec le développement de l'industrie de la défense et des besoins régionaux pendant la Seconde Guerre mondiale à Birmingham et dans sa région, le comté de Jefferson a finalement obtenu une autonomie limitée en 1944. L'autonomie limitée a depuis été accordée à six autres comtés : Lee, Mobile, Madison, Montgomery, Shelby et Tuscaloosa.
Tous les autres comtés doivent faire pression sur les comités de législation locale de la Chambre et du Sénat de l'État pour faire adopter des ordonnances locales, ce qui rend fastidieuse l'adoption de lois locales, même les plus simples. La plupart des conseils ou commissions de comté élisent leurs membres par un vote au grand nombre sans représentation proportionnelle, ce qui dilue le pouvoir politique des minorités importantes et limite généralement leur capacité à élire les candidats de leur choix.
La constitution aborde de nombreuses questions qui sont traitées par la loi dans la plupart des autres États, notamment la fiscalité. Contrairement à la plupart des États, une grande partie du code fiscal de l'Alabama est inscrite dans la constitution, ce qui nécessite son amendement même pour des questions fiscales mineures, ce qui empêche la plupart des gouvernements locaux d'adopter des ordonnances sur la fiscalité. Bien que les comtés autonomes puissent adopter des ordonnances sur les questions fiscales, même cette autorité est limitée. Par exemple, le comté de Jefferson ne peut pas adopter d'ordonnances relatives aux impôts fonciers. Selon le New York Times, le code fiscal de l'Alabama est l'un des plus régressifs du pays.
L'exigence selon laquelle tout amendement constitutionnel doit être soumis à un vote à l'échelle de l'État s'il n'est pas approuvé à l'unanimité par l'assemblée législative ajoute au problème. Il est ainsi arrivé que des amendements concernant des comtés et des municipalités locales soient approuvés à une écrasante majorité dans les zones concernées, mais rejetés à l'échelle de l'État.

### La discrimination raciale
Au XXIe siècle, le document a été critiqué pour ses éléments discriminatoires, bien que nombre d'entre eux aient été rendus caducs par des amendements à la constitution fédérale, l'adoption de lois fédérales ou des décisions de la Cour suprême des États-Unis. Par conséquent, elles ne sont pas appliquées parce qu'elles sont connues pour être inconstitutionnelles, ou seraient presque certainement jugées telles par un tribunal.
Au début du XXe siècle, le président de la Convention constitutionnelle de l'Alabama, John B. Knox, a déclaré dans son discours inaugural que l'intention de la convention était « d'établir la suprématie blanche dans cet État, dans les limites imposées par la Constitution fédérale ». [La convention suivait un modèle établi par le Mississippi, dont la constitution de 1890 comportant des dispositions similaires avait déjà survécu à des contestations devant les tribunaux fédéraux, la Cour suprême des États-Unis ayant autorisé les tests d'alphabétisation et les poll taxes malgré une contestation fondée sur le 15e amendement de la Constitution américaine dans l'affaire Williams v. Mississippi (1898).
La section 181 exigeait que les électeurs passent des tests d'alphabétisation pour s'inscrire, qui étaient administrés de manière subjective par des administrateurs blancs afin de s'assurer que la plupart des Noirs étaient rejetés. La section 180 était une clause de grand-père, créant une exemption du test d'alphabétisation pour toute personne ayant servi dans l'armée ou descendant d'un vétéran. Comme la plupart des esclaves n'avaient pas le droit de servir dans l'armée, les affranchis et leurs descendants ne pouvaient pas profiter de cette clause, mais de nombreux Blancs analphabètes le pouvaient. La section 194 exigeait le paiement d'une poll tax de 1,50 USD (qui vaut environ 47,10 USD selon l'IPC). Selon l'historien Glenn Feldman, en 1940, la poll tax cumulée avait privé de leur droit de vote plus d'électeurs blancs pauvres que de Noirs, mais cela était dû à une population blanche plus nombreuse ; la population noire était toujours privée de son droit de vote à des taux beaucoup plus élevés que les Blancs. Ces dispositions ont été invalidées par le Voting Rights Act de 1965, qui prévoyait une surveillance et une application fédérales des droits constitutionnels au suffrage.
La constitution de l'État proscrivait le mariage interracial (section 102). Bien que cette disposition ait été rendue inopérante par la décision de la Cour suprême des États-Unis dans l'affaire Loving contre Virginie (1967), elle n'a pas été supprimée avant 2000 par l'amendement 667 approuvé par les électeurs.
La Constitution contient l'exigence initiale de ségrégation raciale dans l'enseignement public de l'État. La section 256 stipule que "des écoles séparées doivent être prévues pour les enfants blancs et de couleur, et aucun enfant de l'une ou l'autre race ne doit être autorisé à fréquenter une école de l'autre race". Cette disposition a été annulée par la décision de la Cour suprême des États-Unis dans l'affaire Brown v. Board of Education en 1954, selon laquelle la ségrégation des écoles publiques était inconstitutionnelle, et cette clause n'est plus appliquée depuis les années 1960.
En 1956, à la suite de la décision de la Cour suprême, le corps législatif a adopté un amendement constitutionnel stipulant que l'État ne garantissait pas une éducation publique aux enfants de l'État, et a également soutenu la création d'écoles privées pour échapper à la déségrégation. En 1991, un juge de district de l'État a décidé que cet amendement allait à l'encontre de la Constitution fédérale. La Cour suprême de l'État a rejeté l'affaire sous-jacente en 2002, mais l'a fait d'une manière qui a laissé le statut de l'amendement de 1956 dans le flou.
Les critiques affirment que la persistance du langage ségrégationniste est un embarras pour l'État au XXIe siècle.

#### Tentatives de suppression
En 2004 et 2012, des mesures de vote ont été soumises à l'électorat pour supprimer le langage ségrégationniste de la Constitution. La proposition de 2004 a été rejetée par moins de 2 000 voix ; les conservateurs se sont opposés à la proposition parce qu'elle aurait conservé une clause de 1901 imposant « un système libéral d'écoles publiques », et ils craignaient qu'elle puisse être interprétée comme exigeant un financement accru de l'enseignement public.
Une commission de révision constitutionnelle a été organisée et a publié une proposition en 2012 pour un vote sur un amendement lié aux questions d'éducation. L'objectif était de supprimer le texte original qui imposait la ségrégation scolaire. Cependant, en raison de la manière dont l'amendement était formulé, il aurait définitivement rétabli l'amendement de 1956 qui mettait fin à la garantie d'une éducation publique pour les enfants de l'État. Par conséquent, l'Alabama Education Association et de nombreux dirigeants noirs s'y sont opposés. Tous deux affirmaient que l'amendement de 1956 pouvait mettre en danger de futures « contestations judiciaires de la structure de financement des écoles de l'État, aggravant substantiellement les inégalités tout en les abordant de manière cosmétique » en supprimant le langage raciste sur la ségrégation. Les observateurs pensaient que la commission bipartisane avait quelques chances de réussir car il lui était « spécifiquement interdit de modifier le code des impôts », mais l'amendement 4 a été rejeté de justesse,.
En 2020, l'amendement 4 a été soumis à l'électorat, autorisant le corps législatif de l'État à recompiler la Constitution au cours de sa session de 2022 : cela inclut la suppression de tout langage raciste, ainsi que de nombreuses dispositions dupliquées et abrogées. Cette mesure a été adoptée à une majorité écrasante de 66,82 % des électeurs qui ont voté oui.
La législature de l'État se réunira pour une convention constitutionnelle en 2022 afin de réviser officiellement le document, les électeurs devant approuver la nouvelle constitution à la majorité simple. La Chambre des représentants a approuvé à l'unanimité la proposition de révision le 24 février et le Sénat a fait de même le 3 mars. La révision attend l'approbation du gouverneur Kay Ivey avant de pouvoir être placée sur le bulletin de vote,.

### Restrictions du droit de vote
L'article 177 refusait le droit de vote aux femmes en limitant le droit de vote aux « citoyens de sexe masculin ». Cette disposition a été rendue inapplicable par le 19e amendement à la Constitution des États-Unis, qui a accordé le suffrage aux femmes à partir de 1920 ; néanmoins, la section est restée dans la Constitution de l'État jusqu'à ce que l'amendement 579 lui soit substitué, qui ne contenait aucune référence au sexe.
La section 182 avait exclu de l'inscription ou du vote tous les « idiots et aliénés », ainsi que les personnes qui se mariaient entre races, ou qui étaient condamnées pour « crime contre nature » (homosexualité) ou vagabondage. Cette section a également été déclarée inconstitutionnelle.